# Малто (язык)
Малто (пахариа) — язык народа малто (малер), относящийся к дравидийской семье языков. Распространён в Индии в провинциях Бихар и Западная Бенгалия, а также в Бангладеш.
Справочник Ethnologue рассматривает язык малто как два языка: кумарбхаг-пахариа (ISO 639-3 код kmj) и сауриа-пахариа (ISO 639-3 код mjt).
В языке малто различаются в единственном числе мужской и немужской, в множественном числе — средний и  эпиценовый (названия групп людей), противопоставленный среднему. В малто имеется своеобразная категория спрягаемой формы имени (т. н. личные имена), присоединяющая показатели, тождественные личным суффиксам глагола, и выступающая в именительном падеже в качестве именного сказуемого (простого или составного, с глагольной формой). В малто различаются инклюзивные и эксклюзивные глагольные формы 1-го лица множественного числа.